# Blatné Revištia
Blatné Revištia – wieś (obec) na Słowacji położona w kraju koszyckim, w powiecie Sobrance. Pierwsze wzmianki o miejscowości pochodzą z 1244 roku.
Według danych z dnia 31 grudnia 2012 roku, wieś zamieszkiwało 217 osób, w tym 118 kobiet i 99 mężczyzn.
W 2001 roku rozkład populacji względem narodowości i przynależności etnicznej wyglądał następująco:
- Słowacy – 99,04%
- Czesi – 0,48%
- Ukraińcy – 0,48%

Ze względu na wyznawaną religię struktura mieszkańców kształtowała się w 2001 roku następująco:
- Katolicy rzymscy – 29,67%
- Grekokatolicy – 21,05%
- Ewangelicy – 1,44%[a]
- Prawosławni – 1,44%
- Ateiści – 0,48%
- nie podano – 0,96%